# Rosignano Marittimo
Rosignano Marittimo é uma comuna italiana da região da Toscana, província de Livorno, com cerca de 30.558 habitantes. Estende-se por uma área de 120 km², tendo uma densidade populacional de 255 hab/km². Faz fronteira com Castellina Marittima (PI), Cecina, Collesalvetti, Livorno, Orciano Pisano (PI), Santa Luce (PI).